# Sabina Nowak
Sabina Pierużek-Nowak (ur. 6 czerwca 1959) – polska zoolożka, działaczka ekologiczna, specjalistka w zakresie ekologii i ochrony ssaków. Założycielka i prezeska Stowarzyszenia dla Natury „Wilk”. Od 2024 wiceprzewodnicząca Państwowej Rady Ochrony Przyrody.

## Życiorys
Sabina Pierużek-Nowak ukończyła w 1983 biologię na Wydziale Biologii i Ochrony Środowiska Uniwersytetu Śląskiego w Katowicach na podstawie napisanej pod kierunkiem Andrzeja Sendka pracy Flora synantropijna linii kolejowej Katowice-Piotrowice. W tym samym roku rozpoczęła pracę zawodową w Głównym Instytucie Górnictwa. Rok później przeszła do Urzędu Wojewódzkiego w Katowicach na stanowisko inspektorki w Wydziale Ochrony Środowiska i w zespole Wojewódzkiego Konserwatora Przyrody. W 1986 była p.o. Wojewódzkiego Konserwatora Przyrody. Od 1986 do 1991 przebywała na urlopie wychowawczym. 
W latach 1991–2021 była związana zawodowo z organizacjami pozarządowymi. Współtworzyła reprezentujące nurt głębokiej ekologii stowarzyszenie Pracownia na rzecz Wszystkich Istot. Od 1993 do 1996 pełniła funkcję prezeski jego zarządu, koordynowała jej ogólnopolską kampanię na rzecz ochrony wilków i rysi oraz na rzecz objęcia całej polskiej części Puszczy Białowieskiej ochroną parku narodowego. W 1996 zainicjowała powstanie Stowarzyszenia dla Natury „Wilk”, którego pozostaje prezeską. Zasiadała w Komisji Ochrony Środowiska Rady Miasta Bielsko-Biała (1995–1998), Wojewódzkiej Komisji Ochrony Przyrody w Bielsku-Białej (1997–1998), Wojewódzkiej Rady Ochrony Przyrody w Katowicach (1999–2008). W 1999 została wybrana do grona członków stowarzyszenia Ashoka.
W 2003 doktoryzowała się z nauk biologicznych w Instytucie Ochrony Przyrody PAN w Krakowie broniąc pracy Dynamika populacji, ekologia i problemy ochrony wilka Canis lupus w Beskidzie Śląskim i Żywieckim, przygotowanej pod kierunkiem Bogumiły Jędrzejewskiej. Była następnie członkinią Rady Naukowo-Społecznej Leśnego Kompleksu Leśnego „Lasy Beskidu Śląskiego” (2003–2009), Kolegium Lasów Państwowych (2007–2016) i Regionalnej Rady Ochrony Przyrody w Katowicach (2008–2009). W latach 2008–2009 brała udział w pracach komitetu sterującego Infra Eco Network Europe (IENE), do którego należy Stowarzyszenie dla Natury „Wilk”. Wchodziła w skład Polsko-Niemieckiej Grupy Roboczej ds. Wilka przy Polsko-Niemieckiej Radzie Ochrony Środowiska i Polsko-Słowackiej Grupy Roboczej ds. Dużych Drapieżników.
W 2009 została powołana przez ministra środowiska Macieja Nowickiego w skład Państwowej Rady Ochrony Przyrody (PROP). W 2009 weszła także do grupy eksperckiej Large Carnivore Initiative for Europe przy Międzynarodowej Unii Ochrony Przyrody (IUCN). W 2010 działała w Komisji Ochrony Zwierząt PROP, a w kolejnej kadencji Rady, od 2014, przewodniczyła tej komisji. W maju 2016 została odwołana przed upływem kadencji wraz z 31 z 39 członków PROP przez ministra środowiska Jana Szyszkę na podstawie nowelizacji ustawy o ochronie przyrody, która weszła w życie w kwietniu 2016.
Stopień doktor habilitowanej nauk biologicznych otrzymała w 2018 na macierzystym wydziale za rozprawę pt. Dynamika i uwarunkowania środowiskowe procesu rekolonizacji lasów zachodniej Polski przez wilki (Canis lupus).
W 2020 została powołana do Rady Naukowej Karkonoskiego Parku Narodowego. Zasiada również w Radzie Naukowej Drawieńskiego Parku Narodowego oraz w Radzie Programowej kierunku „Biologia” na macierzystym wydziale. W 2020 została wykładowczynią programu studiów podyplomowych agile leadership na Uniwersytecie SWPS. 
W 2021 podjęła pracę w Zakładzie Ekologii Wydziału Biologii Uniwersytetu Warszawskiego, w 2025 zajmowała stanowisko profesora w Zakładzie Ekologii i Ewolucji Zwierząt tego wydziału.
W marcu 2024 objęła stanowisko wiceprzewodniczącej Państwowej Rady Ochrony Przyrody, w której także przewodniczy Komisji ds. Ochrony Gatunków.

## Dorobek naukowy, nagrody i działalność popularyzatorska
Jej zainteresowania naukowe skupiają się na ekologii, behawiorze i genetyce wilka, problematyce ochrony dużych drapieżników, wpływie infrastruktury drogowej na łączność siedlisk przyrodniczych.
Jest autorką kilkudziesięciu artykułów naukowych, kilku książek oraz publikacji popularnonaukowych o ssakach drapieżnych. Opracowała z Włodzimierzem Jędrzejewskim podstawy metodologiczne przeprowadzonej w 2001 inwentaryzacji wilków i rysi w nadleśnictwach i parkach narodowych Polski.
Za swoją działalność na rzecz ochrony przyrody została wyróżniona m.in. nagrodą miesięcznika National Geographic Polska – Traveler 2009 oraz nagrodą specjalną Wojewódzkiego Funduszu Ochrony Środowiska i Gospodarki Wodnej w Katowicach (2011). Projekty prowadzonego przez nią stowarzyszenia były nagradzane przez Fundację Forda (1999), katowicki WFOŚiGW (2003, 2012, 2015), firmę Hewlett-Packard (2006), miesięcznik „National Geographic” (2010) i IENE (2010).
Była współprowadzącą, wraz ze swoim mężem Robertem Mysłajkiem, telewizyjnego programu przyrodniczego Las Story emitowanego w kanałach Telewizji Polskiej

## Wybrane publikacje
- Tropem wilka (z Robertem Mysłajkiem), Stowarzyszenie dla Natury „Wilk”, Godziszka 2000, ISBN 83-911331-6-8
- Poradnik ochrony zwierząt hodowlanych przed wilkami (z Robertem Mysłajkiem), wyd. III, Stowarzyszenie dla Natury „Wilk”, Twardorzeczka 2020, ISBN 978-83-924487-3-0
- Po sąsiedzku z wilkami (z Robertem Mysłajkiem), wyd. IV, Stowarzyszenie dla Natury „Wilk”, Twardorzeczka 2025, ISBN 978-83-924487-7-8